# Sint-Pietersbandenkerk (Wintershoven)
De Sint-Pietersbandenkerk is de parochiekerk van Wintershoven, gelegen aan de Sint-Lambertusstraat aldaar.

## Geschiedenis
De parochie van Wintershoven is al oud. Al in de 7e eeuw zou er een kerkje in hout en leem hebben gestaan. Er zouden de volgende heiligen begraven zijn: Lambertus, Landoaldus, Amantius, Vinciana en Landrada. Dit waren volgelingen van de Heilige Amandus, die er ook begraven zou liggen. In de 2e helft van de 8e eeuw zouden de relieken van deze heiligen tot het altaar zijn verheven. De heiligen worden de Heiligen van Wintershoven genoemd.

### Wintershoven en de Sint-Baafsabdij van Gent
Uit een oorkonde uit 976 van keizer Otto II blijkt dat de Sint-Baafsabdij in Gent een domein met parochie bezat in Wintershoven, dat later deel uitmaakte van het graafschap Loon. Die Sint-Baafsabdij in Gent was toen in een concurrentiestrijd verwikkeld met de Sint-Pietersabdij, eveneens in de Gent. De Sint-Baafsabdij streefde onafhankelijkheid na en om geld en gelovigen aan te trekken had ze onder meer relieken nodig. Relieken van de Heiligen van Wintershoven werden toen overgebracht naar Gent. In 1019 werd Wintershoven al niet meer vermeld als bezit van de abdij. Eeuwenlang werd er geprobeerd om de relieken terug in Wintershoven te krijgen. Dat lukte geleidelijk. In 1624 kwamen relieken uit Gent terug. 
Omstreeks 1200 werd een eenbeukige Romaanse kerk gebouwd, uitgevoerd in natuursteen (kolenzandsteen, ijzerzandsteen, silex, blauwe hardsteen en dergelijke). Ook werden fragmenten van Romeinse dakpannen in de kerk verwerkt. Mogelijk zijn veel van deze bouwmaterialen afkomstig van een naburige Romeinse villa. Het gebouw was eenbeukig, omvatte vier traveeën en bezat een ingebouwde westtoren. Van dit gebouw zijn de westgevel, de twee zijmuren en de fundamenten van het koor bewaard gebleven.
Later werd aan dit gebouw een rechthoekig koor aangebouwd, en in 1621 werd het Romaanse koor, dat op instorten stond, afgebroken en vervangen door een veelhoekig koor. Naast enkele kleinere verbouwingen volgde van 1887-1893 een belangrijke restauratie, waarbij echter onder meer het koor (1621) en de sacristie (1726) werden afgebroken, het schip werd met één travee verlengd en een dwarsbeuk van één travee werd aangebouwd. De toren, oorspronkelijk een dakruiter boven de westgevel, werd vervangen door een aangebouwde toren. Aldus ontstond een in wezen neoromaans gebouw.
Van 1967-1968 werden opgravingen in de kerk verricht. Daarbij werden enkele graven, grafkelders en drie paalgaten van het oorspronkelijke houten kerkje blootgelegd, maar van de Heiligen van Wintershoven werd geen spoor gevonden.

## Interieur
De kerk bezit een Calvariegroep (midden 15e eeuw) in gepolychromeerd hout, en een Sint-Anna-te-Drieën (begin 16e eeuw). Voorts beelden van de Heilige Lucia (17e eeuw), Sint-Rochus (omstreeks 1700) en zes kleine borstbeelden van de Heiligen van Wintershoven (15e-16e eeuw), namelijk Lambertus, Landoaldus, Amandus, Amantius, Vinciana en Landrada.
Ook zijn er schilderijen, en wel één waarop Onze-Lieve-Vrouw met Kind, Sint-Elisabeth en Johannes de Doper zijn afgebeeld. Dit werd vervaardigd door de Antwerpse School (17de eeuw). Voorts een Gezicht op Wintershoven met op de voorgrond Sint-Landoaldus (omstreeks 1700); Sint-Landoaldus en Sint-Lambertus met de bron van Wintershoven (wellicht 17e eeuw); de Aanbidding der Wijzen, door de Vlaamse School (omstreeks 1700); Een Kruisafneming (laatste kwartaal 18e eeuw) door Pieter-Jozef Verhaghen.
Hoofdaltaar, preekstoel en voormalige communiebank zijn neoromaans (eind 19e eeuw). Het doopvont heeft een hardstenen kuip uit het tweede kwartaal van de 16e eeuw. Het wijwatervat is een hergebruikt Romeins voetstuk uit tufsteen, waarschijnlijk vervaardigd in de 3e of 4e eeuw.
De wandschilderingen in de kerk zijn uit begin 20e eeuw. Ze tonen onder meer de gebeurtenissen rond de Heiligen van Wintershoven, zoals de aankomst van Sint-Landoaldus en zijn gezellen te Wintershoven, en de overbrenging van de relieken van Gent naar Wintershoven.
In de kerk bevinden zich enkele 16e- en 17e-eeuwse zerken van de familie De Lamboy de Dessener, heren van Wintershoven.
Op het kerkhof bevinden zich enkele grafstenen, zoals die van Willem van Dessener (1439) en enkele 16e-, 17e- en 18e-eeuwse grafstenen.